# Estación San Pablo (Tucumán)
La Estación San Pablo fue una estación de ferrocarril de San Pablo, Tucumán, Argentina. Formó parte del ramal CC12 del Ferrocarril Belgrano, que unía Lamadrid con la estación Tucumán Noroeste y popularmente conocido como El Provincial.

## Servicios
La estación fue inaugurada en 1889, en conjunto con el ramal y servía también como transporte de materiales o producción azucarera del Ingenio San Pablo. Sirvió como estación del ramal CC12 del Ferrocarril Belgrano desde su inauguración hasta 1977, cuando fue clausurada. En la actualidad permanece abandonada, y sin uso.